# Sogdiens
 (mars 2016).
Cet article concerne le peuple sogdien. Pour la langue sogdienne, voir Sogdien.

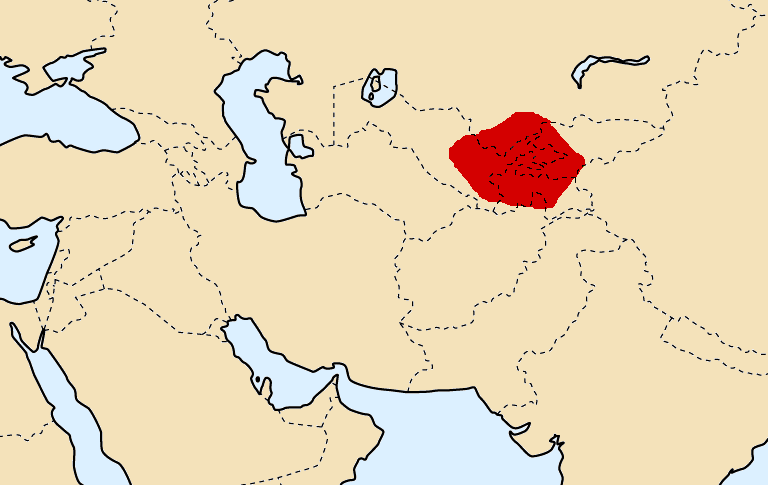
La Sogdiane vers 300 av. J.-C.

Les Sogdiens sont un peuple antique de langue indo-européenne de la branche des langues iraniennes qui a vécu dans une région recouvrant une partie des actuels Turkménistan oriental, Ouzbékistan, Tadjikistan occidental et Afghanistan septentrional, région à laquelle ils ont donné leur nom : la Sogdiane. Important peuple de commerçants, autour de leur capitale Samarcande, les Sogdiens jouent un rôle essentiel dans le développement de la route de la soie et des routes commerciales de l'Asie centrale. Ils connaissent leur apogée entre le début du Ier siècle av. J.-C. et le VIIe siècle
Les Sogdiens passent sous la domination des Perses achéménides au milieu du VIe siècle av. J.-C. puis des Grecs avec les conquêtes d'Alexandre le Grand. Un temps sous la tutelle des Séleucides, ils passent ensuite sous celle du royaume gréco-bactrien jusqu'au milieu du IIe siècle av. J.-C., date à laquelle ils subissent l'invasion des nomades Yuezhi. Par la suite ils restent indépendants de l'Empire kouchan. Ils sont dominés un temps par des peuples turciques puis finalement par les Arabes au cours du IXe siècle.

## Histoire

### Antiquité

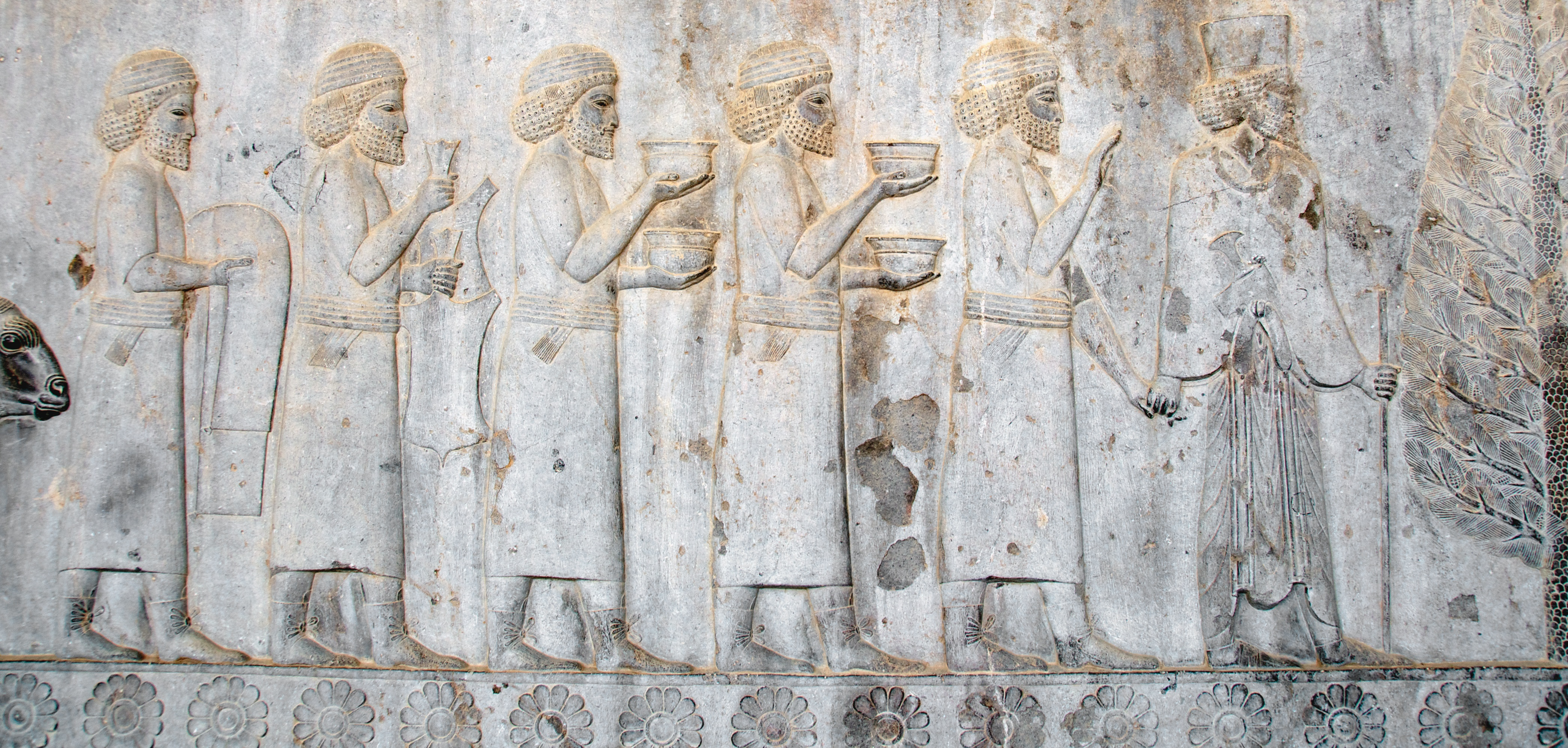
Sogdiens offrant un tribut à Darius, bas-relief de Persépolis,

La première mention des Sukhda, ou Sogdiens, se trouve dans l'Avesta, le texte sacré du mazdéisme. Ce sont les Sogdiens qui ont donné leur nom à la Sogdiane. Une autre mention de la Sogdiane est visible dans les inscriptions de Darius à Behistun en Iran qui datent de la fin du VIe siècle av. J.-C. Les Sogdiens sont à l'origine des Sakas, un peuple scythique qui s'est sédentarisé au début du Ier millénaire av. J.-C. dans les régions méridionales de l'Asie centrale. Les Sakas se sont principalement établis au nord de la Bactriane, à l'est de la mer d'Aral, entre les fleuves Iaxarte (aujourd'hui le Syr-Daria) et Oxos (aujourd'hui l'Amou-Daria). Dans ces régions les vallées alluviales et les oasis sont favorables à l'agriculture tandis que le reste du territoire, plus aride, ne permet que l'élevage extensif nomade, traditionnellement pratiqué par les peuples cavaliers des steppes eurasiennes. Les Sogdiens ne disposent d'un territoire limité par des frontières précisément bornées mais forment un réseau de comptoirs qui, d'une oasis à l'autre, court le long des routes qui relient la Sogdiane à Constantinople vers l'ouest, à l'Inde vers le sud, et à la Chine vers l'est.
Les Sogdiens sont divisés en tribus et en petits États, principalement centrés autour de Samarcande, leur capitale. La présence du fleuve comme frontière explique que les Grecs appellent Transoxiane la Sogdiane de l'Est. Leurs villes principales sont Samarcande, Boukhara, Khodjent et Kesh. Sur la route de la Soie, la cité de Samarcande, fondation sogdienne sous le nom de Marakanda, est une étape de premier ordre. C'est un grand marché, le point le plus oriental de la plupart des caravanes arméniennes, syriennes, égyptiennes, arabes et romaines d'orient et le point le plus occidental de la plupart des caravanes chinoises.

### Dominations perse et grecque
Dans les années 540 av. J.-C., la Sogdiane est soumise par Cyrus le Grand qui fonde la ville de Cyropolis. Sur l'inscription de Behistun, la Sogdiane est indiquée comme étant la dix-huitième satrapie. Les historiens estiment que la région est en réalité gouvernée par le satrape de Bactriane. Les Sogdiens sont enregistrés dans les archives perses comme offrant en tribut du lapis-lazuli et de la cornaline. Darius y introduit le système d'écriture araméen et la monnaie et incorpore des Sogdiens dans son armée. Un contingent de soldats sogdiens combat dans l'armée perse durant la deuxième guerre médique.
Alexandre le Grand fait la conquête de la Sogdiane en 329. La région subit d'importantes destructions du fait de la rébellion de Spitaménès. En 327, Alexandre épouse une princesse sogdienne, Roxane. Après la mort d'Alexandre, l'un de ses Diadoques, Séleucos, prend le contrôle de la Sogdiane entre 310 et 308. À la mort d'Antiochos II, en 246, le satrape grec de Bactriane et de Sogdiane, Diodore, se proclame indépendant et fonde le royaume gréco-bactrien,. Sous le règne d’Euthydème Ier, le deuxième successeur de Diodote, le roi séleucide Antiochos III tente de reprendre possession de la Bactriane, mais il échoue et doit reconnaître l’indépendance de ce royaume. Un important développement urbain caractérise la Sogdiane durant la période hellénistique. À Samarcande, un rempart grec est superposé aux anciennes fortifications.

### Relations avec les Yuezhi et les Kouchans

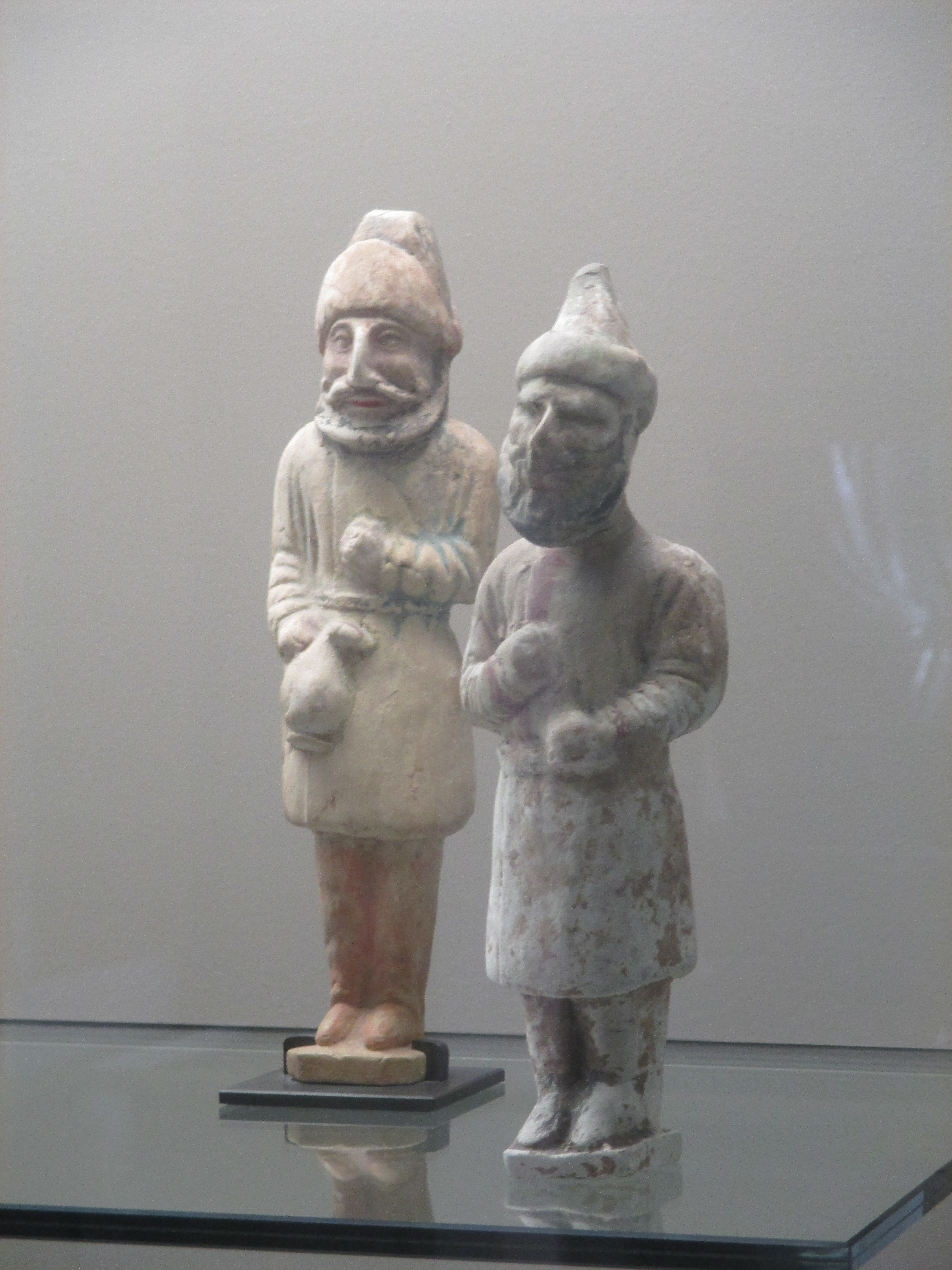
Palefreniers sogdiens, art chinois de l'époque Tang), musée Cernuschi.

Vers 130 av. J.-C., le royaume gréco-bactrien est victime d'une invasion des Yuezhi, un confédération de peuples probablement tokhariens. Les Yuezhi parviennent en Bactriane peu avant 128 et y reconstituent un puissant État : les Sogdiens leur sont très probablement soumis. Les Chinois envoient chez les Yuezhi un ambassadeur, Zhang Qian, qui arrive à destination vers 128. Il effectue une description de ce qui est aujourd’hui l'Ouzbékistan, mais n'y mentionne pas nommément les Sogdiens ; en revanche, il parle d'un pays appelé Kangju. Certains auteurs ont voulu y voir la Sogdiane, mais selon Zhang Qian, « les gens du Kangju étaient nomades et semblables aux Yuezhi par leurs coutumes », alors que les Sogdiens sont des sédentaires pratiquant une agriculture irriguée. Le territoire du Kangju se serait plutôt trouvé dans la région de Tachkent.
Au cours du Ier siècle av. J.-C., la domination des Yuezhi passe aux Kouchans, une tribu des Yuezhi ayant pris le dessus sur les autres. Les Kouchans fondent un empire également centré sur la Bactriane. Bien que les Sogdiens soient leurs voisins septentrionaux, ils n'y sont pas intégrés. Les oasis de Samarcande et de Boukhara connaissent un important développement, amplifié par le commerce avec les autres parties de l'Asie par la route de la soie. Les pièces de monnaie frappées à Samarcande portent alors des légendes en sogdien et en grec, mais les secondes ont tendance à se raréfier ou même à disparaître au profit des premières. Le remplacement du grec par le sogdien est aussi observé à Boukhara.
Pour la première fois, des documents appelés « Lettres Anciennes » permettent de connaître la société sogdienne, composée de trois classes, les aristocrates (āzāt, āzātkār), les marchands (xvākar) et les paysans et artisans libres (kārikār). Outre ces trois classes libres, beaucoup d’esclaves y vivent et ne sont pas considérés comme des membres de la cité (le nāf). Les āzāt sont propriétaires des terres et des villages et les āzātkār sont des personnes libres associées aux āzāt en un système clientéliste. Les « Lettres Anciennes » n’ont pas été trouvées en Sogdiane, mais dans une tour de la frontière chinoise de cette époque, à Dunhuang. Elles témoignent de l’activité marchande et de la société des Sogdiens, qui ont aussi laissé quelques centaines de courtes inscriptions sur roche au nord de l’actuel Pakistan, sur une autre voie commerciale. Un exemple de ces graffitis est « Bōxsāk, fils de Vanxarak, citoyen de Paykand », sahchant que la ville de Paykand se trouve au sud-ouest de Boukhara.

### Du début de l'ère chrétienne à l'apogée commercial

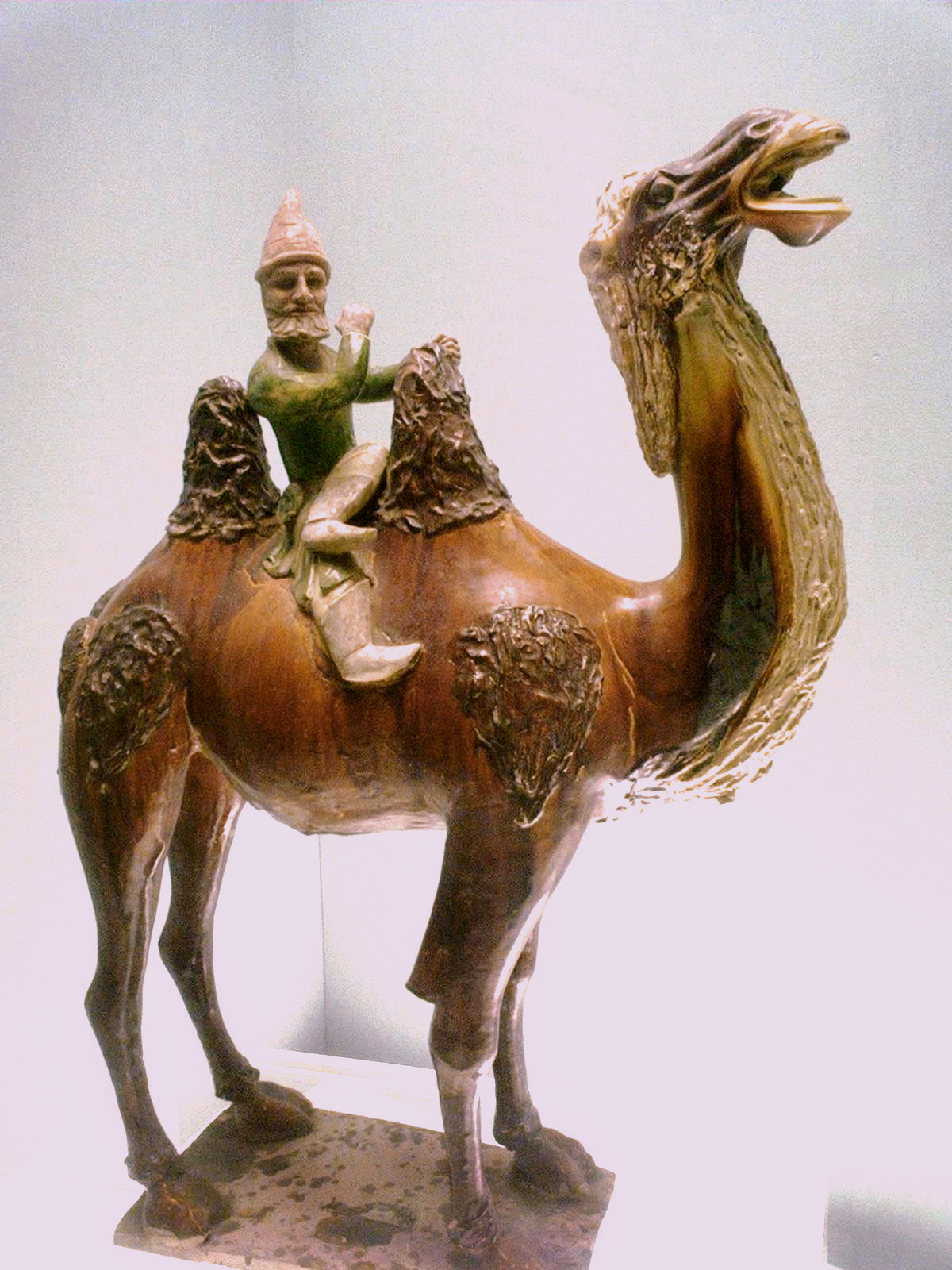
Un négociant sogdien sur un chameau de Bactriane, figurine chinoise, période Tang, VIIe siècle.

En 230 ap. J.-C., le roi perse Ardachir Ier, fondateur de la dynastie des Sassanides, annexe la partie occidentale de l'empire des Kouchans. Les Sogdiens sont également attaqués, mais leur territoire n'est pas occupé. Les événements qui se produisent ensuite ne sont pas bien connus. Entre 350 et 400, un peuple désigné par le nom de « Hun » (xwn en sogdien) élimine le souverain de la Sogdiane. Le terme de « Huns » a désigné plusieurs peuples nomades en Asie centrale. Il s'agit peut-être d'un peuple appelé Kidarite par les Grecs, Chionites par les auteurs latins et Huna par les Indiens. Ils sont mentionnés pour la première fois vers 350, comme alliés des Sassanides, et leur nom grec provient apparemment d'un roi qui s'appelle Kidara. Il est certain que les Kidarites s'emparent de la Bactriane, qui prend alors le nom de Tokharistan. Leur présence en Sogdiane n'est qu'hypothétique. Sept pièces de monnaie portant l'inscription kydr (Kidara) ont été retrouvées.
Les Sassanides, s'étant brouillés avec les Kidarites, les attaquent à partir de 442. Cette campagne s'achève en 467 avec la prise par les Perses de la capitale des Kidarites (peut-être la ville de Balkh ), au Tokharistan. Les Perses ont alors un nouvel allié, les Hephthalites, qui sont de redoutables guerriers et qui se sont illustrés plus tard par de terribles massacres, notamment en Inde du Nord. Eux aussi, sont qualifiés de Huns. Partis du nord de Tourfan, dans l'actuelle province chinoise du Xinjiang, ils se constituent un empire et s'emparent de la Sogdiane vers 509. Les Chinois reçoivent alors une « ambassade » envoyée par les Hephthalites, qui sont surtout constituée de marchands sogdiens. C'est à partir de la Sogdiane que les Hephthalites lancent leurs attaques contre leurs anciens alliés, les Sassanides.
Les Hephthalites sont balayés entre 557 et 561 par un nouvel empire nomade, fondé à partir de la Mongolie par les Turcs Bleus (Göktürks, Tujue en chinois). À cette époque, un tyran appelé Abrui règne sur l'oasis de Boukhara. Il est originaire de la ville de Paykand, citée plus haut. Fuyant sa brutalité, des nobles et des marchands s'installent au sud-est de l'actuel Kazakhstan, sur le cours du fleuve Ili (dans une région appelée le Semiretchie). Les citoyens restants réclament l'aide des Turcs, qui renversent Abrui. Les émigrés ont dû passer par la région de Tachkent, d'où les gens du Kangju sont partis (vaincus par les Kidarites ?) et qui est devenue sogdienne. Cette expansion aide les Sogdiens à contrôler les routes commerciales. Elle sert aussi les intérêts des Turcs, qui purent compter sur les diplomates sogdiens pour rendre les routes aussi sûres que possible. Ces derniers sont alors alliés des Sassanides. Ils se partarge les territoires laissés par les Hephthalites. La Sogdiane revient aux Turcs, mais les Sogdiens ont avec les Turcs une relation beaucoup plus d'amitié que de soumission. Le sogdien devient la langue officielle de l'administration turque. Au début du VIIe siècle, un mariage a lieu entre le roi de Samarcande et la fille d'un empereur turc.
Les Turcs fondent leur premier empire en 552. Il est partagé en une aile orientale, en Mongolie, et une aile occidentale, au nord de l'actuelle région autonome chinoise du Xinjiang. Les Chinois détruisent la première en 630 et la seconde en 657. Ils prennent, en théorie, possession de tous les territoires turcs, ce qui fait tomber la Sogdiane dans leur giron, mais elle se trouve trop loin pour qu'ils puissent y exercer un contrôle effectif. L'empire turc est reconstitué à partir des années 680, grâce notamment à un ministre exceptionnel, Tonyuquq. En 711, les Turcs défont un autre peuple turc, les Türgesh, et poursuivent les fuyards jusqu'en Sogdiane. Mais dans la région de Samarcande, ils se heurtent à des nouveaux venus : les Arabes.

### Les Sogdiens face aux Arabes

Le Khorassan et la Transoxiane vers 750.

Les Arabes mettent fin au règne à l'Empire sassanide en 651. À cette époque la Sogdiane est appelée la Transoxiane, nom que les Arabes ont traduit par Mavarannahr (Mā warā 'l-nahr) « ce qui est au-delà du fleuve » (l'Amou-Daria). Ils traversent ce fleuve une première fois en 673 pour attaquer Boukhara, qui est alors gouvernée par une femme, la khatun, mère d'un roi enfant nommé Tughshada. Elle obtient le retrait des envahisseurs contre le paiement d'une rançon. Ils reviennent à Boukhara en 676, puis se tournent vers Samarcande, mais ils échouent à prendre la ville. D'autres raids se produisent, mais les Sogdiens ne prennent pas cette menace au sérieux. Certains de leurs rois demandent d'ailleurs aux Arabes leur soutien contre d'autres souverains sogdiens.
En 705, Qutayba ben Muslim devient le gouverneur du Khorassan, province du nord-est de la Perse. Il profite des querelles intestines des souverains de l'Asie centrale pour s'y introduire, mais il se heurte à une vive résistance à Paykand. La ville est finalement détruite et ses défenseurs massacrés. Des Sogdiens coalisés et des Turcs lui barrent la route de Boukhara en 707 et 708, mais il parvient à conquérir la cité en 709 grâce au soutien du roi sogdien Tarkhun. Ce dernier est détrôné par ses sujets en 710. Samarcande doit se rendre en 712, après un mois de siège, et un an plus tard, c'est au tour de la région de Tachkent de se soumettre. Ayant réussi à conquérir toute la Sogdiane, Qutaiba commence à y installer des Arabes et à y propager l'islam, mais il est tué en 715 par une révolte de ses troupes.
Les Sogdiens qui acceptent de se convertir à l'islam sont exemptés d'impôts. Face à l'ampleur des conversions et la baisse consécutive des recettes fiscales, les Omeyyades décrétent que les nouveaux convertis doivent être circoncis et avoir une bonne connaissance du Coran. Cette mesure entraîne une révolte. En 720 et 721, les Sogdiens détruisent la garnison arabe de Samarcande avec l'aide des Turcs. Un nouveau gouverneur est alors nommé au Khorassan, Said ibn Amr al-Harashi. Les rebelles sogdiens choisissent cette fois une stratégie de retraite. Sous la conduite de Divashtich, roi de la cité orientale de Panjikand, une partie d'entre eux se réfugient dans la forteresse d'Abargar, située sur le mont Mug. À cet endroit, sur la rive gauche du Zeravshan, les archéologues ont trouvé de nombreux documents riches en enseignements sur la société sogdienne. Les Omeyyades ayant assiégé la forteresse, Divashtich doit se rendre. Il est exécuté en 722 par al-Harashi. En 728, le gouverneur du Khorassan, Ashras ibn Abdallah al-Sulami, offre une exemption d'impôts pour les nouveaux convertis, ce qui produit les mêmes effets que la première fois. Avec l'aide des Turcs, Boukhara devient le centre de la révolte sogdienne. Elle est soumise en 729, après plusieurs mois de durs combats. Samarcande, dirigée par le roi Ghurak (successeur de Tarkhun), ne s'est pas soulevée. En dépit de la répression menée par les Omeyyades, la résistance des Sogdiens ne faiblit pas. Elle est particulièrement vive en 733 et 734. Le gouverneur Nasr ibn Sayyar (738-748) décida de mener une politique plus conciliante avec les élites locales.

### Fin de la civilisation sogdienne

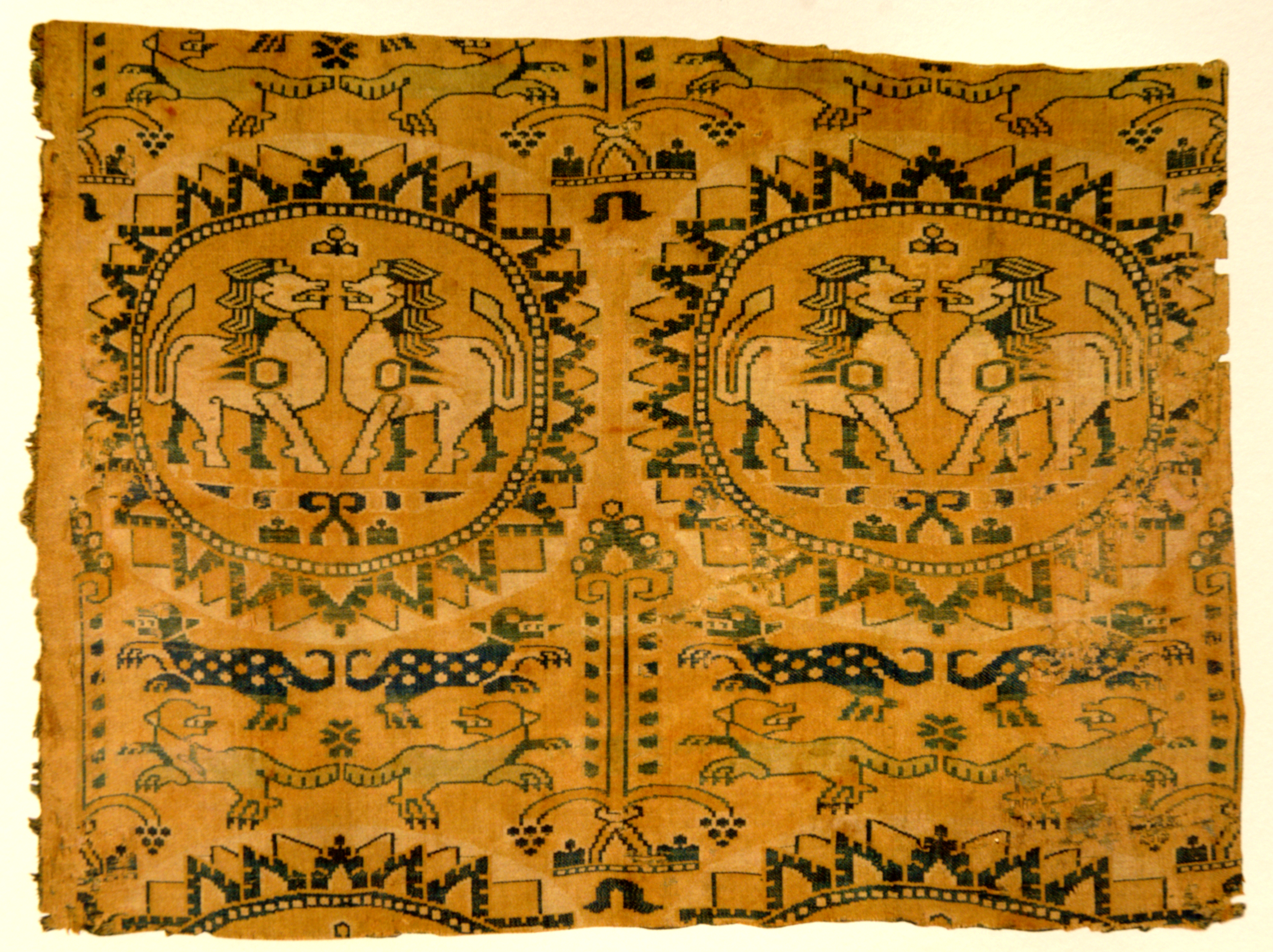
Lions, soie polychrome sogdienne.

Au VIIIe siècle, les Arabes sont dirigés par la dynastie des Omeyyades, adversaires d'une autre dynastie arabe, celle des Abbassides. Le chef des Abbassides au Khorassan et en Transoxiane est Abû Muslim, un aristocrate iranien dont la famille s'est récemment convertie à l'islam. Il commence à rassembler des troupes en 747 et les met en mouvement début 748. Il entre ensuite dans Merv (dans l'actuel Turkménistan). Nasr ben Sayyar doit fuir la ville pour se réfugier en Perse, à Nishapur. Abû Muslim envoie contre lui l'un de ses officiers, Qahtaba ben Humayd, ce qui l'oblige à continuer sa fuite plus à l'ouest. Les Omeyyades réagissent  alors en lui envoyant des renforts, mais ils sont défaits par Qahtaba et Nasr est tué. Qahtaba garde le contrôle de la Perse, permettant aux Abbassides d'atteindre Koufa, en Irak actuel, en août 749. Un an plus tard, les Omeyyades sont renversés. Abû Muslim est alors nommé gouverneur du Khorassan. Au printemps 751, il doit affronter une révolte d'un chiite, Sharik al-Mahri, à Boukhara. L'officier qu'il envoie, Ziyad ibn Salih, ne peut venir à bout des insurgés qu'avec l'aide de l'aristocratie sogdienne.
La Sogdiane est toujours sous suzeraineté théorique de la Chine, mais les Chinois ne sont pas intervenus face aux Arabes. L'initiative vient d'un général chinois, Gao Xianzhi, qui est le gouverneur des « Pays d'Occident ». Le souverain du Ferghana (à l'est de l'Ouzbékistan), demande son aide contre le roi de Tachkent. Gao Xianzhi se rend dans cette oasis, capture le roi et le fait exécuter ; mais le fils du défunt souverain appelle les Arabes à l'aide. En juillet 751, Ziyad ibn Salih affronte une armée chinoise de 30 000 hommes et l'écrase avec l'aide d'un peuple turc, les Karlouks, à la bataille de Talas, au nord-est de Tachkent. La Chine est définitivement évincée de la Sogdiane.
Les Omeyyades s'inquiètent de la toute-puissance d'Abû Muslim. Ils nomment son général Ziyad ibn Salih gouverneur de la Sogdiane. Celui-ci est vaincu par Abû Muslim et il est tué par un noble sogdien chez lequel il s'est réfugié. Un calife des Abbassides arrivé au pouvoir en 754, Abu Jafar al-Mansur, convoque Abû Muslim à la cour et le fait exécuter. Cela entraîne des révoltes de proches d'Abû Muslim, qui ne sont pourtant pas des musulmans. Le zoroastrien Sunbādh soulève le Khorassan contre les Abbassides. Ceux-ci effectuent une répression très féroce, allant jusqu'à massacrer des femmes et des enfants. D'autres révoltes zoroastriennes se produisent, la dernière et la plus importante ayant lieu entre 776 et 783. Elle est dirigée par Hashim ben Hakim. Bien que ce personnage ait eu un nom arabe, son mouvement est plutôt antimusulman et ancré dans la paysannerie sogdienne. Il reçoit aussi un soutien dans la ville de Samarcande. La répression de cette révolte et le suicide de Hashim ben Hakim marque la victoire définitive de l'islam sur les religions locales.
Au cours du IXe siècle, la Transoxiane tomba progressivement, de manière pacifique, entre les mains d'une famille originaire du village (bactrien?) de Saman, les Samanides. En 874, le calife Al-Mu'tamid désigne l'un de ses membres, Nasr ben Ahmad, gouverneur de la Transoxiane, avec Samarcande pour résidence. La même année, Nasr installe son frère Ismail ben Ahmad à Boukhara, mais en 888, les deux hommes s'affrontent et Nasr est vaincu. À la mort de ce dernier en 892, Ismail devint le seul maître d'un État de facto indépendant. En 900, il annexe le Khorassan. Les Samanide sont musulmans, mais ils entreprennent la désarabisation de la Transoxiane et du Khorassan. À partir de cette époque, le persan commence à supplanter le sogdien et le bactrien. Avec l'arrivée de l'islam et de la langue persane, une nouvelle civilisation se développe en Sogdiane.
Le terme Tāzīk (en moyen persan) est utilisé à l'ouest de la Perse pour désigner les Arabes. Il s'applique ensuite aux musulmans du Khorasan et de la Transoxiane. Aujourd'hui, prononcé tadjik, il désigne les populations de langue persane de l'Asie centrale, au Tadjikistan, au nord de l'Afghanistan, mais aussi en Ouzbékistan, où cette langue demeure très utilisée, notamment dans les grandes villes comme Samarcande ou Boukhara.

## Civilisation

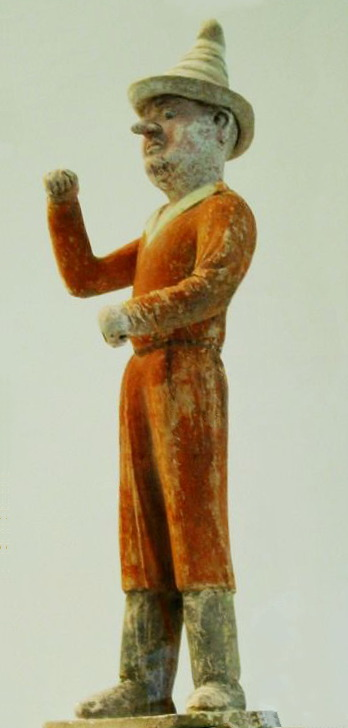
Un marchand sogdien en Chine, reconnaissable à son chapeau pointu. Figurine chinoise en céramique du VIIe siècle, dynastie Tang.

### Caractéristiques
Les Sogdiens ont fondé une civilisation urbaine autour de Samarcande et Boukhara et contrôlent les voies commerciales de l'Asie centrale, ce qui explique qu'ils soient parfois qualifiés de « Phéniciens » de l'Asie centrale. Les Sogdiens bénéficient d'une certaine reconnaissance de la part des Perses du temps des Achéménides, alors que la Sogdiane constitue la frontière septentrionale du monde sédentaire face aux nomades des steppes.

### Langue
Le sogdien est très proche du bactrien. Le sogdien est supplanté par le tadjik, une autre langue iranienne plus proche de l'actuel persan, mais elle n'a pas totalement disparu puisqu'une langue sogdienne est encore parlée[Quand ?] dans un groupe de villages de la vallée du Yaghnob, affluent du Zeravchan, rivière qui arrose Samarcande. Outre cette langue appelée yaghnobi, le sogdien a donné des mots au tadjik et au persan moderne.
On discute des liens entre le sogdien et la langue, également iranienne, du royaume de Khotan du IIe siècle av. J.-C., parlée au sud-ouest du bassin du Tarim, autre étape de la route de la soie. De nombreux documents écrits bouddhiques du VIIe siècle, retrouvés entre autres en Sogdiane, comprennent en effet des mots qui semblent être empruntés au khotanais, peut-être via l’oasis de Kachgar. Les habitants de cette région sont appelés Sakaraukai par les Grecs et Sai-wang par les Chinois : on a rapproché ces dénominations des Saces et des Scythes, mais en fait wang signifie « roi » et raukai, l’iranien rūkya-, prononcé *raukya-, signifie « commandant, chef ». S’il en est bien ainsi, ces habitants sont les « Rois-commandants » et on a rapproché ce nom des « Scythes royaux » dont parle Hérodote[réf. nécessaire].

### Société
Selon les documents du mont Mug, la société sogdienne ne semble pas avoir connu de grands changements depuis l'époque des Lettres Anciennes : on y distingue toujours trois classes. Le titre le plus élevé de l'aristocratie est celui du roi, le afshīn ou le ikhshid. Le souverain de Boukhara porte un titre spécial, Bukhār khudāt. Durant les VIIe et VIIIe siècles, les rois sont de plus en plus élus par les nobles, ce qui limite leur pouvoir. C'est de cette manière que le ikhshid Ghurak est monté sur le trône de Samarcande, après la chute de Tarkhan. Parmi les nobles (āzād), on distingue les dihqān. Cette classe est beaucoup plus ouverte qu'en Europe : dans la ville de Panjikand, elle ne représente pas moins de 15% de la population. Elle comprend les propriétaires fonciers, qui jouissent parfois d'un pouvoir considérable et disposent de guerriers professionnels, les chakir. Ces derniers constituent le noyau des armées sogdiennes. L'historien perse Narshakhi a donné cette description de la cour de Tughshada, la reine de Boukhara.[réf. nécessaire] Sa coutume était chaque jour de : « s'asseoir sur un trône, tandis que devant elle, se tenaient des esclaves, des maîtres du sérail, c'est-à-dire des eunuques, et des nobles. Elle avait fait une obligation pour la population que chaque jour, des dihqān aux princes, deux mille jeunes, ceints de ceintures d'or et portant des épées [à l'épaule], devraient apparaître pour le service et se tenir à distance. Quand la Khatun sortait, tout le monde lui faisait obéissance pendant qu'elle effectuait des recherches sur les affaires de l'État. Elle donnait des ordres et des interdictions; elle offrait un vêtement pour honorer qui elle voulait et punissait qui elle voulait... Au soir, elle sortait de la même manière et s'asseyait sur le trône. Quelques dihqān et princes se tenaient devant elle en deux rangs, à son service jusqu'au coucher du soleil ».
Les esclaves sont nombreux. Il s'agit de personnes capturées lors des guerres, prises comme otages, vendues par leur famille ou qui se sont elles-mêmes placées sous la protection d'un maître.
Les peintures sogdiennes montrent des dihqān en train de festoyer. Les hommes portent des ceintures d'or, où sont accrochés de superbes épées ou poignards. Des femmes leur tiennent compagnie. Tous étaient assis ou étendus sur des tapis, avec leurs serviteurs en arrière-plan.
Les Turcs ont exercé une influence sur la société sogdienne. Le plus haut titre administratif, le tudun (peut-être le chef du service civil), était d'origine turque. Il restait cependant des hauts dignitaires purement sogdiens, comme le farmandār, chargé de toutes les affaires financières et économiques, le commandant des forces armées et l'archiviste en chef, ainsi que des collecteurs de taxes. Cette administration fonctionnait de manière bureaucratique, mais efficacement et sans inégalité. Aux yeux des étrangers, les Sogdiens étaient surtout des marchands. Leur activité commerciale était indéniable et ils dominaient une grande part du commerce asiatique aux alentours du VIIe siècle, en particulier sur la route de la soie et jusque dans la Chine même : leurs pratiques du grand commerce international en font des intermédiaires des princes, de la Chine à Byzance. La majorité des caravansérails d'Asie centrale, notamment sur la route de la soie, sont des établissements tenus par des Sogdiens. Aussi développé soit-il, le commerce à cette époque ne pouvait pas encore faire vivre tout un peuple, leur économie reposait donc en grande partie sur la pratique de l'agriculture. Les conditions météorologiques les contraignaient à développer des réseaux d'irrigation. Le village sogdien paraît avoir coïncidé avec le groupe agnatique.
La fabrication de soie débute en Sogdiane aux alentours de 700. Au cours de la bataille de Talas, des artisans chinois sachant fabriquer du papier ont été capturés. Cela vaut à Samarcande de devenir un important centre de production de papier. Les artisans et les petits commerçants vivent dans des maisons à un étage et plusieurs pièces. Certains doivent louer des ateliers ou des boutiques.

### Commerce

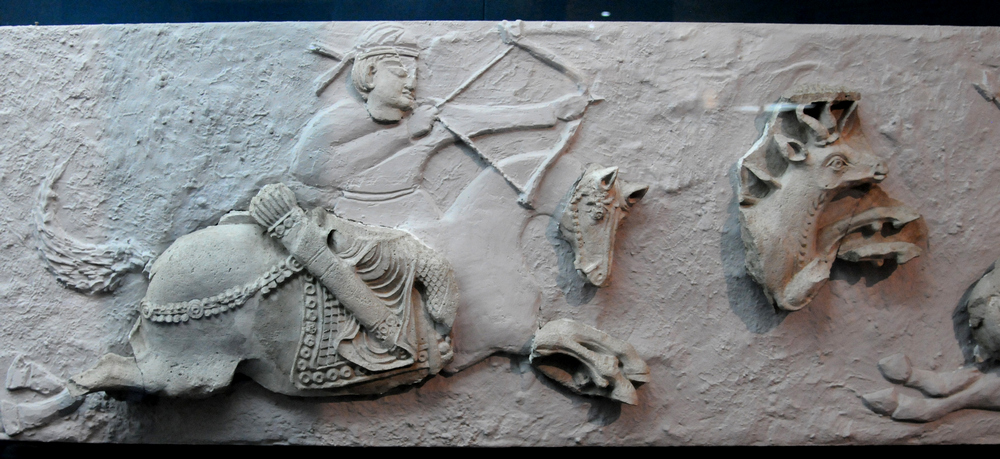
Scène de chasse, Varakhcha.

Malgré les occupations, les Sogdiens se consacrent pleinement au commerce. À la fin de l'Antiquité la Sogdiane, avec Samarcande, est l'un des plus importants centres du commerce mondial, idéalement situé à la croisée de la route de la soie entre la Chine, l'Inde, la Perse et l'Empire byzantin. Les marchands sogdiens contrôlent un vaste empire commercial qui domine les échanges dans toute l'Asie centrale et pénètre jusque dans les empires, en particulier la Chine des Tang à partir du IIIe siècle. En Chine, les marchands sogdiens dominent longtemps le commerce du fait de circonstances réglementaires qui les favorisent, des Sogdiens sont même parfois promus à des postes administratifs importants.
La majorité des caravansérails sur la route de la soie sont des établissements sogdiens. Il convient cependant de relativiser le rôle de la soie, et même des masses transportées. La soie, pour les producteurs chinois, est, non un objet de profit, mais, tout simplement, une monnaie qui sert à payer les fonctionnaires et à gratifier les souverains étrangers, dont les menaçants nomades. Ce sont les marchands sogdiens qui la captent en route et en font un objet économique. Même de leur point de vue, il ne semble pas qu'elle ait toujours été perçue comme formant l'essentiel de leur activité. Les marchandises qu'ils transportent, de toute façon en très faibles quantités, sont plutôt le musc et le santal. Selon Franz Grenet la richesse du pays dépend plutôt du labeur acharné et intelligent des creuseurs de canaux, qui ont su, en amenant l'eau et en acclimatant des plantes et des arbres fruitiers comme le pêcher, obtenir des produits de grande qualité recherchés jusqu'en Chine.

### Témoignages chinois
Les annales de la dynastie chinoise des Tang donne la description suivante des coutumes sogdiennes : « Les habitants de ces principautés aiment le vin. Ils se plaisent à danser et à chanter dans les rues. Le roi a un chapeau de feutre qu'il orne d'or et de divers joyaux. Les femmes se font un chignon: elles portent un bonnet noir auquel elles cousent des fleurs d'or. Quand elles ont accouché d'un enfant, elles lui font manger du sucre et elles lui mettent de la colle sur la main, dans le désir que lorsqu'il sera grand, il ait des paroles douces et tienne les objets précieux comme s'ils étaient adhérents à ses mains. Ces gens sont habitués à écrire en lignes horizontales. Ils excellent au commerce et aiment le gain. Dès qu'un homme a vingt ans, il s'en va dans les royaumes voisins. Partout où on peut gagner, ils sont allés. »
À la même époque, le pèlerin chinois Xuanzang a laissé ce témoignage sur Samarcande : « Sa capitale a plus de 20 li de tour (environ 10 km), excessivement forte avec une importante population. Le pays a un grand entrepôt commercial, est très fertile, abondant en fleurs et en arbres et fournit beaucoup de beaux chevaux. Ses habitants sont des artisans habiles et énergiques. Tous les pays Hu (iraniens) considèrent ce royaume comme leur centre et se font un modèle de ses institutions. Le roi est un homme d'esprit et de courage auquel les États voisins obéissent. Il a une superbe armée où la plupart des soldats sont des chakir. Ce sont des hommes de grande valeur, qui voient en la mort un retour vers leurs parents, et contre lesquels aucun ennemi ne peut tenir au combat. »

### Religion

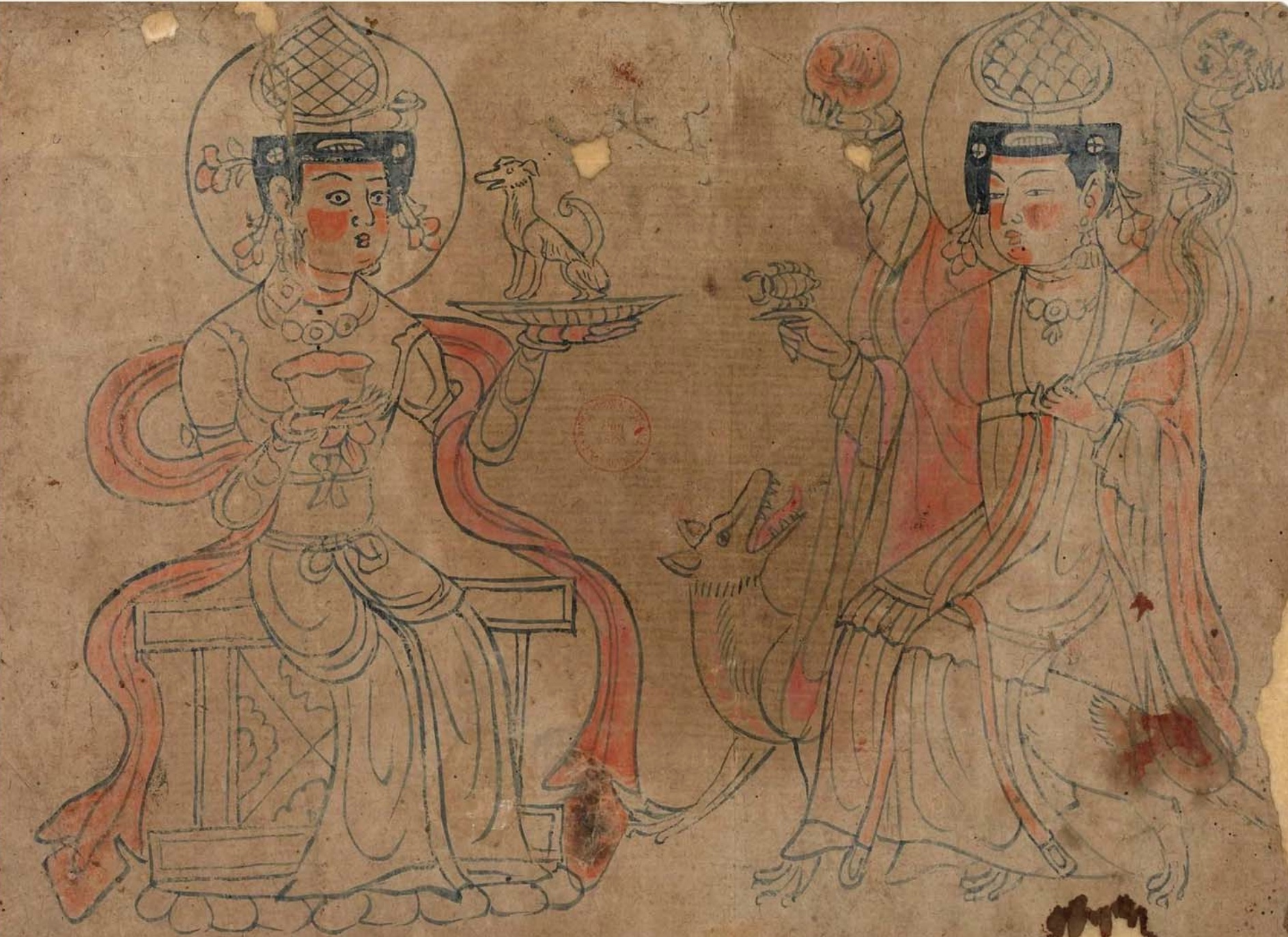
« Daênâs sogdiennes », selon le professeur Jiang Boqin, la dame à droite est la déesse Nanā, ou Nanai.

Concernant la religion, les Sogdiens sont assez perméables aux influences extérieures. Dans leurs textes, se retrouvent les noms d'anciennes divinités iraniennes. Leurs noms sont donnés en transcription gréco-latine de l'écriture sogdienne, qui ignore les voyelles:
- Verethragna (wsγn), dieu guerrier semblable à Indra. L'un des principaux dieux iraniens ; il est appelé Orlagno par les Bactriens, Varlagn par les Saces, Arlagn par les Chorasmiens (au Khwarezm) ;
- Druvāspa (δrw'sp), la « Maîtresse des chevaux bien portants », présente dans l'Avesta, elle est appelée Lrooaspo par les Bactriens ;
- Haoma (γwm), la plante d'immortalité des Iraniens, qui est divinisée ;
- Khvarnah (en) (prn), entité multiforme, lumineuse, assimilée à un feu, que tout roi iranien doit posséder.

La plus importante divinité féminine est Nanai, qui possède quatre bras et s'assoit sur un lion. Ahura Mazdā (Xwrmzt'βγ), le dieu théoriquement unique du zoroastrisme, est très rarement mentionné, mais les Sogdiens connaissent son fondateur, Zoroastre (Zrwsc). Ils adhérent à un courant de cette religion qui place Zervan (zrw), le Temps, en tête du panthéon. Il est considéré comme le père d'Ahura Mazdā (ou Ohrmazd) et de son ennemi Angra Mainyu (ou Ahriman) : l'Esprit du Mal. Les noms des six Amesha Spenta, divinités auxiliaires d'Ahura Mazdā selon la philosophie de Zoroastre, sont utilisés comme noms personnels.
De même que les Sogdiens n'ont jamais créé d'État unifié, ils n'ont jamais donné d'autorité centrale à leur religion. C'est une différence essentielle avec le zoroastrisme tel qu'il est pratiqué dans la Perse des Sassanides. La religion sogdienne est une affaire individuelle. Chaque famille et chaque communauté possède ses propres patrons. Des autels sont aménagés dans chaque maison. Les Arabes ont mentionné des « temples du feu » très richement décorés et des idoles en or et en argent, parfois de grande taille. La pratique zoroastrienne de décharnement des cadavres est attestée au moins jusqu'au Ve siècle. En contact avec tous les pays de l'Asie, les Sogdiens connaissaient les divinités indiennes. Ils s'inspirent de l'iconographie indienne pour représenter leurs propres dieux. Zurvan est ainsi représenté sous la forme de Brahma.
Le bouddhisme est arrivé en Chine en passant par la Sogdiane. Mais s'il est resté présent sur ce territoire, il y a toujours occupé une place marginale. Il est mentionné qu'un Sogdien s'est converti au bouddhisme au Viêt Nam, alors appelé le Giao-Chi, au IIIe siècle. Il est le fils de négociants qui se sont installés dans ce pays. Il arrive à Nankin en 247 afin de convertir le roi Sun Quan et il y meurt en 280 après avoir traduit de nombreux livres du sanskrit au chinois. Son nom, prononcé à la manière chinoise, est Kang Senghui (康僧會 / 康僧会, Kāng Sēnghuì ; vietnamien : Khương Tăng Hội).